# Gekko lauhachindai
Espèce
Gekko lauhachindai est une espèce de geckos de la famille des Gekkonidae.

## Répartition
Cette espèce est endémique de la province de Saraburi en Thaïlande.

## Description
Gekko lauhachindai mesure jusqu'à 98 mm, queue non comprise.

## Étymologie
Cette espèce est nommée en l'honneur de Virayuth Lauhachinda.

## Publication originale
- Panitvong, Sumontha, Konlek & Kunya, 2010 : Gekko lauhachindai sp. nov., a new cave-dwelling gecko (Reptilia: Gekkonidae) from central Thailand. Zootaxa, n. 2671, p. 40–52.